# Панівці (Чортківський район)
Панівці́ — село в Україні, у Мельнице-Подільській селищній громаді Чортківського району Тернопільської області. Розташоване на річці Збруч, на південному сході району. Раніше називалося Панівці́ Зеле́ні.
Населення — близько тисячі осіб (2022).
Село межує з національним природним парком «Подільські Товтри».

## Географія
Село розташоване на відстані 368 км від Києва, 120 км — від обласного центру міста Тернополя та 31 км від міста Борщів.

## Історія
Перша писемна згадка від 1447 року як Панівці Зелені. Назва вказує на те, що поселення звели у лісі для тих, хто працював на поміщицькому фільварку.
Діяла «Просвіта», «Сільський господар» та інші українські товариства.
До 2020 центр Панівецької сільської ради, якій було підпорядковано село Завалля. Відтак увійшло до Мельнице-Подільської селищної громади.
12 червня 2020 року, відповідно до розпорядження Кабінету Міністрів України № 724-р «Про визначення адміністративних центрів та затвердження територій територіальних громад Тернопільської області» увійшло до складу Мельнице-Подільської селищної громади.
19 липня 2020 року, в результаті адміністративно-територіальної реформи та ліквідації Борщівського району, село увійшло до складу Тернопільського району.

## Населення
За даними перепису населення 2001 року мовний склад населення села був таким:
| Мова       | Число ос. | Відсоток |
| ---------- | --------- | -------- |
| українська |           | 99,7     |
| російська  |           | 0,22     |
| молдовська |           | 0,07     |

## Пам'ятки
Є церква святого апостола Якова (1853, кам'яна), капличка (2001).
Споруджено пам'ятник воїнам-односельцям, полеглим у німецько-радянській війні (1969), встановлено пам'ятні хрести на честь скасування панщини, на пам'ять про людей, які вимерли на вул. Помірки, на честь незалежності України (1996), від місцевої діаспори та до 1000-ліття прийняття на Русі християнства, насипано символічну могилу УСС (1992).

## Соціальна сфера
Працюють загальноосвітня школа I—II ступенів, клуб, бібліотека, ФАП, відділення зв'язку, торгові заклади.

## Відомі люди

### Народилися
- письменник, мандрівник С. Вісньовський,
- редактор, письменник, мистецтвознавець Микола Колянківський.
- О. та С. Момотюки, К. та Ф. Сігнатовичі, В. та Є. Скоцень — одні з праведників народів світу[6]
- військовик, учасник АТО на Сході України Михайло Григоришин (1990—2015)
- Сержант Михайло Русланович (2002—2023) — солдат Збройних сил України, учасник російсько-української війни.

## Світлини

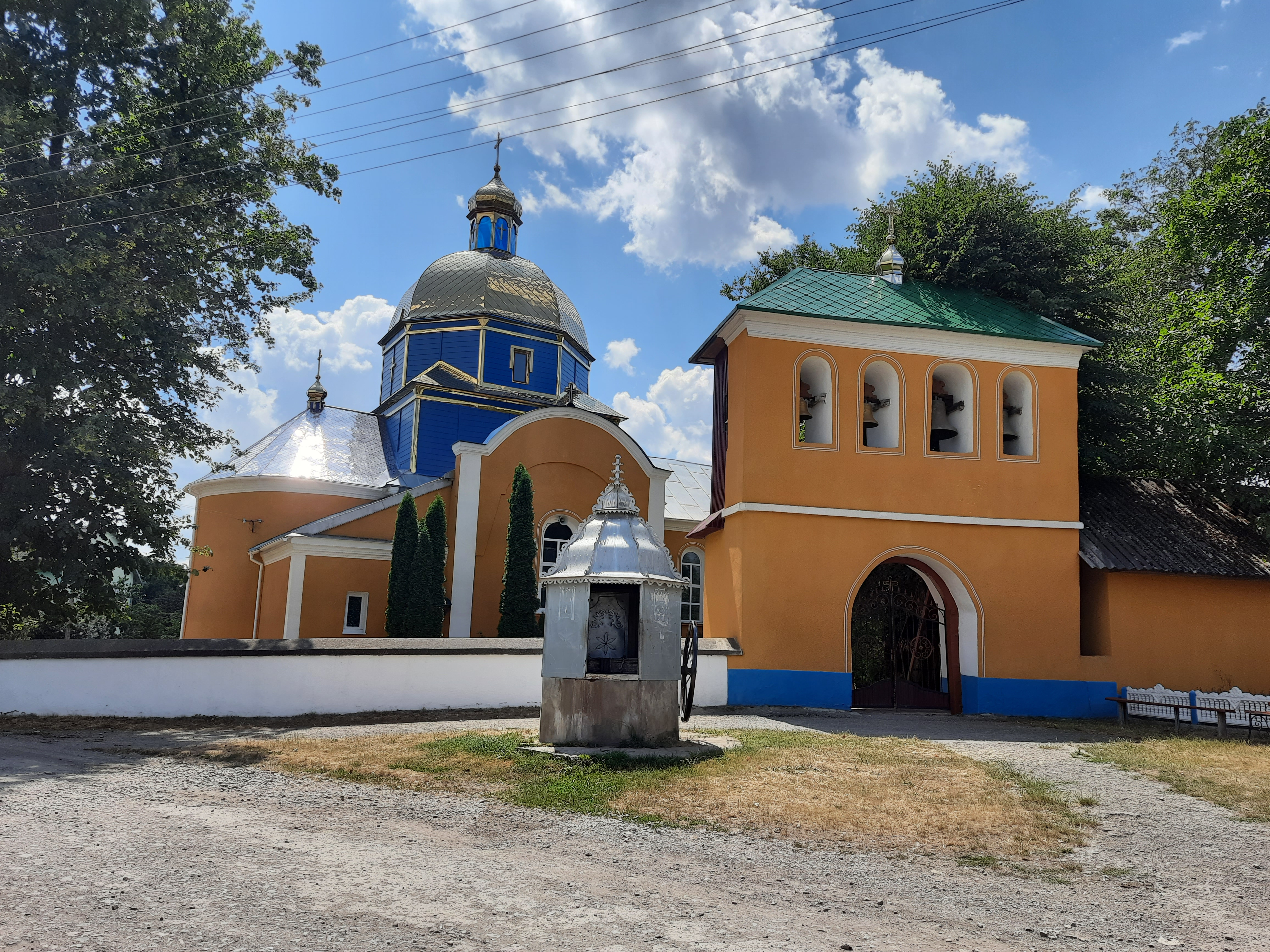
Церква святого Якова (1853р.)
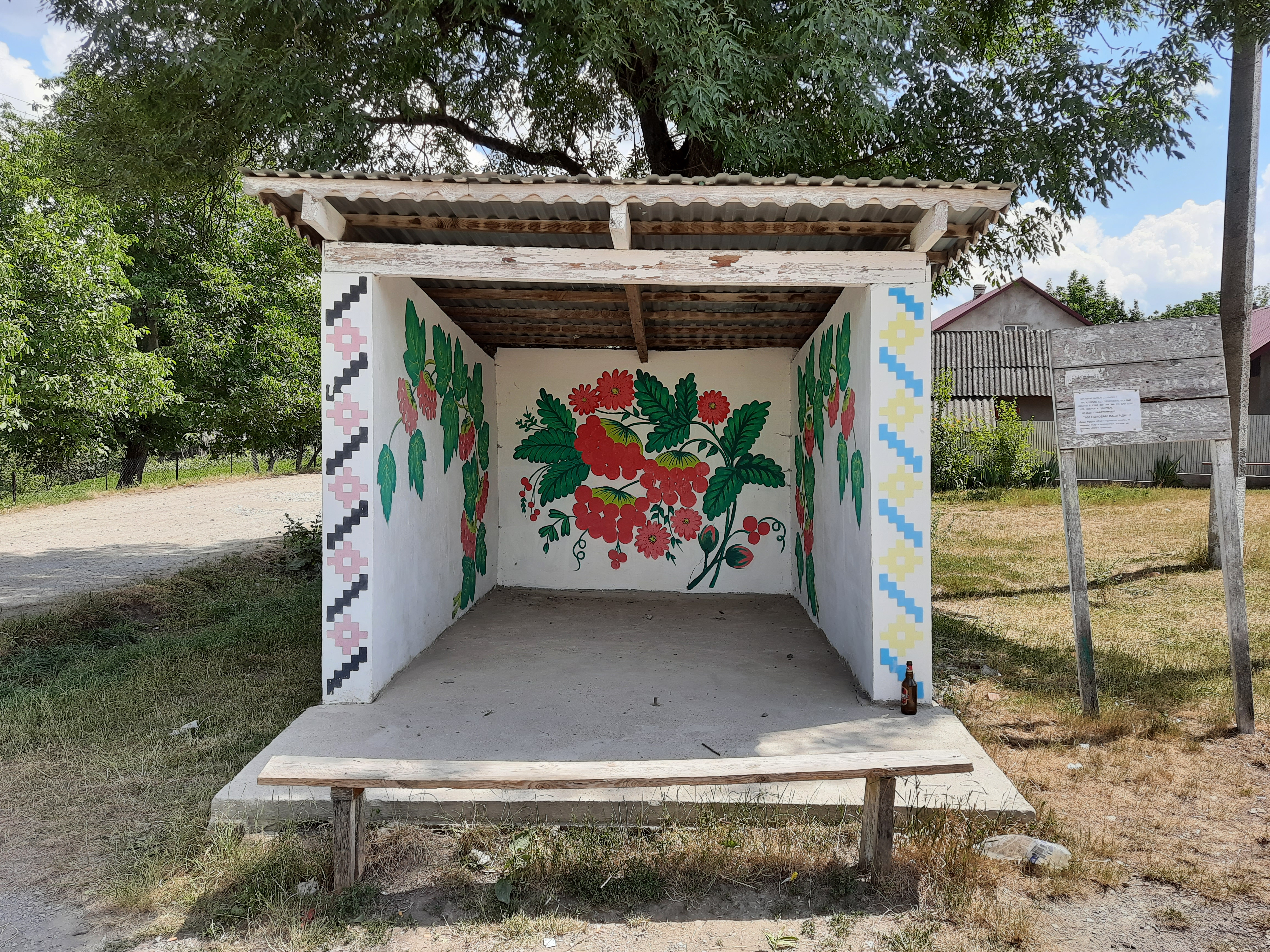
Автобусна зупинка в Панівцях